# NGC 310

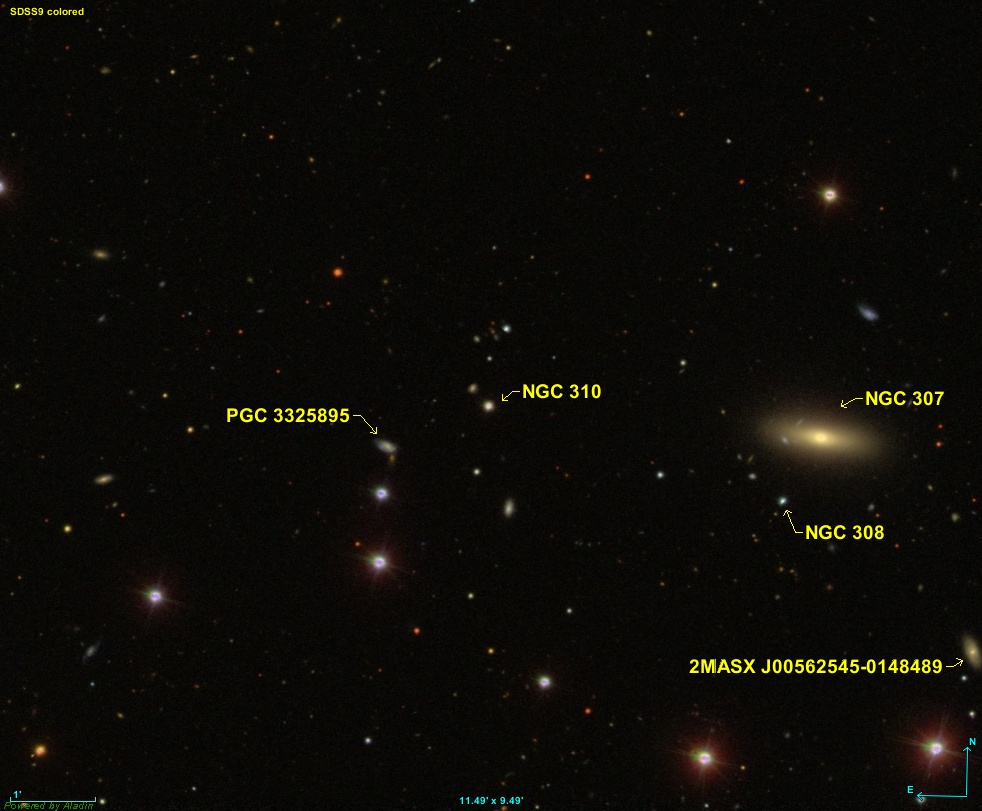
NGC 310

NGC 310 là một ngôi sao nằm trong chòm sao Kình Ngư. Nó được ghi lại vào ngày 31 tháng 12 năm 1866 bởi Robert Ball.